# Francesco Ferdinandi

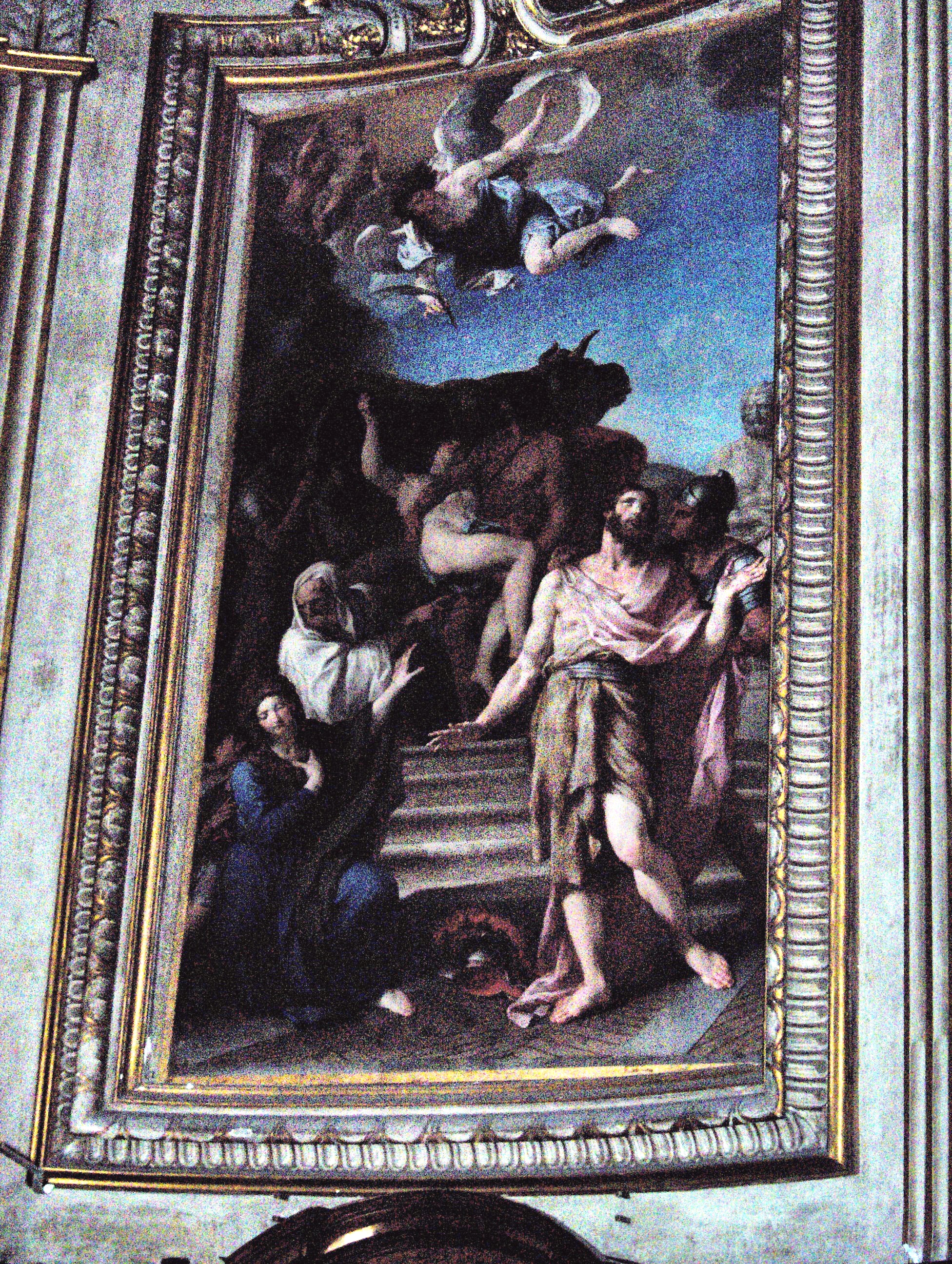
Martirio di Sant'Eustachio, chiesa di Sant'Eustachio, Roma

Francesco Fernandi (o Francesco Fernandi detto anche L'Imperiali) (Milano, 1679 – Roma, 1740) è stato un pittore italiano del periodo rococò attivo a Roma.

## Biografia
Francesco Ferdinandi nacque a Milano, fu allievo di Carlo Vimercati. Viaggiò molto per la penisola, sappiamo di un suo breve soggiorno a Palermo, ma la maggioranza delle sue opere riconosciute si trovano oggi a Roma e nel Lazio. Nell'allora capitale dello Stato Pontificio arrivò nel 1705, Fu preso sotto la protezione del Cardinale Giuseppe Renato Imperiali, per questo motivo fu conosciuto anche col nome di Francesco Imperiali o anche d'Imperiali.
Il suo mecenate gli procurò varie commissioni ecclesiastiche fra le quali: Il martirio di San Romualdo per la chiesa di San Gregorio al Celio, le Storie di Sant'Ilario e Valentino per il Duomo di Viterbo (1724) e Il martirio di Sant'Eustachio per la Basilica di Sant'Eustachio sempre a Roma. Una sua tela con La Madonna del rosario e il bambino si trova nel Duomo di Vetralla e sua è una tela d'altare conservata nella chiesa di San Francesco a Gubbio.
Un rapido accenno alla sua opera è nel tomo dell'Abate Lanzi:
(Luigi Lanzi, Storia pittorica della Italia: dal risorgimento delle belle arti fin presso al fine del XVIII secolo)

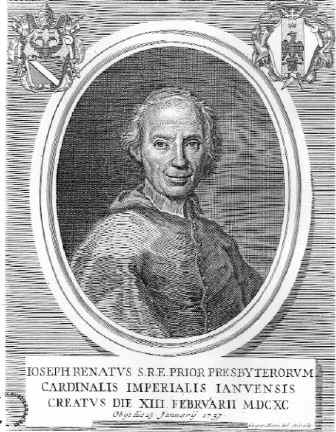
Incisione dal Ritratto del Card. Imperiali di Francesco Ferdinandi

L'Imperiali fu messo a bottega di Carlo Maratta dove imparò l'arte dei grandi quadri d'altare. Ma la sua produzione spazia anche dalla pittura di stampo mitologico a quella di ruinista ed è famoso anche come vedutista. La sua bottega divenne punto d'incontro anche per le nuove leve della pittura romana come Marco Benefial e Pompeo Batoni.
L'Imperiali fu anche impegnato in commissioni fuori da Roma. Lavorò presso la Corte spagnola, quella di Clemente Augusto di Baviera e quella dei Savoia (alcune soprapporte del Palazzo Reale di Torino sono di sua mano). Molti suoi quadri si trovano anche in Gran Bretagna dove fu molto apprezzato e divenne anche tramite per le collezioni della nobiltà inglese. Fra i suoi allievi riconosciuti ci sono molti pittori inglesi come: Allan Ramsay, William Hoare, Alexander Clerk, William Mosman, e James Russell, che frequentarono la sua bottega durante i loro soggiorni romani. Ma il suo allievo più famoso fu Pompeo Batoni. Anche Camillo Paderni e Francesco Bartoli, figlio del più celebre Pietro Santi Bartoli, possono essere annoverati fra i suoi allievi.
Francesco Ferdinandi morì a Roma nel 1740.